# Lathrothele
Lathrothele es un género de arañas migalomorfas de la familia Dipluridae. Se encuentra en África subsahariana.

## Lista de especies
Según The World Spider Catalog 11.5:
- Lathrothele catamita (Simon, 1907)
- Lathrothele cavernicola Benoit, 1965
- Lathrothele grabensis Benoit, 1965
- Lathrothele jezequeli Benoit, 1965